# Ministério do Emprego e Trabalho
O Ministério do Emprego e Trabalho (hangul: 고용노동부; hanja: 雇傭勞動部; rr: Goyong nodongbu; MOEL) é um órgão nacional do governo da Coreia do Sul. Sua agência precedente, a Divisão do Trabalho, foi estabelecida sob a direção do Ministério dos Assuntos Sociais em novembro de 1948. Foi elevado ao nível de ministério em 8 de abril de 1981. Mudou para o nome atual após uma reestruturação realizada em 2010.
Está sediado no Edifício nº 11 do Complexo Governamental de Sejong. Anteriormente sua sede estava localizada nos Edifícios 1 e 3 do Complexo Governamental II em Gwacheon, Gyeonggi.